# Катиноваць
Катиноваць (хорв. Katinovac) — населений пункт у Хорватії, у Сисацько-Мославинській жупанії у складі громади Топусько.

## Населення
Населення за даними перепису 2011 року становило 90 осіб.
Динаміка чисельності населення поселення:

## Клімат
Середня річна температура становить 10,81 °C, середня максимальна – 25,36 °C, а середня мінімальна – -6,13 °C. Середня річна кількість опадів – 1100 мм.
| Клімат поселення                              | Клімат поселення | Клімат поселення | Клімат поселення | Клімат поселення | Клімат поселення | Клімат поселення | Клімат поселення | Клімат поселення | Клімат поселення | Клімат поселення | Клімат поселення | Клімат поселення | Клімат поселення |
| Показник                                      | Січ.             | Лют.             | Бер.             | Квіт.            | Трав.            | Черв.            | Лип.             | Серп.            | Вер.             | Жовт.            | Лист.            | Груд.            |                  |
| Середній максимум, °C                         | 6,94             | 8,84             | 13,35            | 17,61            | 22,14            | 25,36            | 24,82            | 24,25            | 20,76            | 15,72            | 9,70             | 5,47             |                  |
| Середня температура, °C                       | 0,42             | 2,29             | 6,82             | 11,07            | 15,61            | 18,82            | 20,49            | 19,92            | 16,42            | 11,38            | 5,35             | 1,12             |                  |
| Середній мінімум, °C                          | −6,13            | −4,24            | 0,28             | 4,54             | 9,08             | 12,30            | 16,15            | 15,56            | 12,08            | 7,04             | 1,02             | −3,21            |                  |
| Норма опадів, мм                              | 68               | 68               | 78               | 91               | 94               | 100              | 95               | 94               | 103              | 106              | 114              | 89               |                  |
| Середньомісячна швидкість вітру, м/с          | 1.55             | 1.70             | 2.10             | 2.00             | 1.80             | 1.69             | 1.60             | 1.50             | 1.46             | 1.51             | 1.60             | 1.61             |                  |
| Середньомісячна сонячна радіація, кДж/м²·день | 4315             | 7033             | 10615            | 15133            | 19294            | 21306            | 22509            | 19617            | 14404            | 9070             | 4763             | 3526             |                  |
| --------------------------------------------- | ---------------- | ---------------- | ---------------- | ---------------- | ---------------- | ---------------- | ---------------- | ---------------- | ---------------- | ---------------- | ---------------- | ---------------- | ---------------- |
| Джерело:                                      |                  |                  |                  |                  |                  |                  |                  |                  |                  |                  |                  |                  |                  |